# Hole in the Head
"Hole in the Head" é uma canção do girl group britânico Sugababes, lançado em 13 de outubro de 2003, como single principal de seu terceiro álbum de estúdio, Three. Foi escrito por Brian Higgins, Miranda Cooper, Tim Powell, Nick Coler, Niara Scarlett, Keisha Buchanan, Mutya Buena e Heidi Range, e co-produzido por Higgins e Jeremy Wheatley. A música foi conhecida com aclamação por parte dos críticos e foi um sucesso comercial, entrando no top 10 em dez outros países. Tornou-se o segundo single a entrar nos gráficos dos EUA, atingindo o número 96 no  Billboard  Hot 100 e o número 1 na tabela de música dance dos EUA. "Round Round" foi o primeiro single das Babes a entrar em um gráficos dos EUA, alcançando o número 7 no gráfico de música dance do país.

## Antecedentes e desenvolvimento
"Hole in the Head" foi escrito por Brian Higgins, Miranda Cooper, Tim Powell, Nick Coler e Niara Scarlett, em colaboração com as integrantes da Sugababes - Keisha Buchanan, Mutya Buena e Heidi Range, para o terceiro álbum de estúdio, Three. Higgins e Jeremy Wheatley produziram a música em conjunto com a equipe de composição e produção Xenomania, que foi fundada pelo próprio Higgins. Wheatley também completou o processo de mixagem da música no Townhouse Studios, em Londres.

## Composição
"Hole in the Head" é uma música pop uptempo, com influências de R&B. K. Ross Hoffman, da Allmusic, descreveu-o como "um pop ligeiro". De acordo com a partitura digital publicada pela EMI Music Publishing, "Hole in the Head" foi composto na nota de Fá sustenido menor a um ritmo de 125 batimentos por minuto." O intervalo vocal de Sugababes na música passa da nota mais baixa de Fá para a nota mais alta de Ré. Ele segue a progressão de acordes Bm-F♯m-A-E. "Hole in the Head" desenha influências musicais do grupo vocal alemão Boney M. e o "rock arrogante" da artista de gravação americana Madonna. A música incorpora batidas de dance, guitarras e efeitos de techno. "Hole in the Head" é uma reminiscência da "Round Round" anterior de Sugababes, que também foi produzido pela Xenomania.

## Recepção critica
"Hole in the Head" recebeu aclamação geral dos críticos de música. K. Ross Hoffman, da Allmusic, comparou a música com o lançamento anterior do grupo "Freak like Me" e chamou-o de "não menos agradável" do que o último. Um escritor da NME, escreveu que "Hole in the Head" mostra as "forças gêmeas" dos Sugababes, e aplaudiu o desempenho vocal das cantoras na música. Dorian Lynskey, do The Guardian, elogiou a produção de "Hole in the Head" do Xenomania, bem como o "skank-yer-hook skank" da música. Peter Robinson, da mesma publicação, descreveu a música como um single "incendiário". Alan Braidwood da BBC considerou a música como "pop de qualidade" em conjunto com várias outras faixas do álbum. Al Fox, também da BBC, descreveu o gancho da música como "instantâneo esplendor". Fiona Shepherd do The Scotsman e um escritor do Daily Mirror ambos elogiaram "Hole in the Head" por sua pegada. Nick Southall da Stylus Magazine, notou que os Sugababes utilizavam harmonias "irresistíveis" na música. Dan Gennoe do Yahoo! Music, chamou a faixa "sedutora", enquanto Alex Fletcher da Digital Spy, observou a "atitude espiada" da música. Pat Blashill, da Rolling Stone, escreveu que "Hole in the Head" "soa" como um refrigerante dietético" e com os trabalhos do Destiny's Child.

## Performance comercial
"Hole in the Head" ganhou popular airplay de rádio e televisão após seu lançamento no Reino Unido e estava em estreita competição com "Turn Me On" de Kevin Lyttle, para a posição número um no UK Singles Chart. A música eventualmente estreou no número um no UK Singles Chart com vendas de 58.452 cópias, terminando a corrida de seis semanas com "Where Is the Love?" do Black Eyed Peas. "Hole in the Head" passou treze semanas no gráfico e vendeu 185 mil cópias no Reino Unido até abril de 2010, classificando o como o sexto maior vendedor no país. Foi colocado no 76º lugar na lista do Reino Unido de canções de rádio mais populares da década de 2000. "Hole in the Head" estreou no número dois no Irish Singles Chart, uma posição que ocupou por duas semanas consecutivas. Foi barrado da primeira posição por "Where Is The Love?" pelo Black Eyed Peas.
A música estreou no número nove na edição do Danish Singles Chart, na dada de 24 de outubro de 2003. Duas semanas depois, atingiu o primeiro lugar e, por sua vez, tornou-se o primeiro e mais atual número um da Sugababes na Dinamarca. "Hole in the Head" entrou no gráfico holandês Dutch Top 40 no número 22 e atingiu o pico de número dois por três semanas não consecutivas. A música passou 12 semanas nos dez melhores do gráfico e foi colocada em 23 em sua lista de singles com melhor desempenho em 2003. Na tabela de singles noruegueses, "Hole in the Head" estreou no número seis e alcançou o número dois por três semanas não consecutivas. Ele gastou quatorze semanas não seguidas nos dez maiores do gráfico. A música atingiu o número cinco no Austrian Singles Chart e tornou-se o single mais famoso do grupo na Áustria desde a "Overload", que alcançou o número três em 2001.
"Hole in the Head" fez sua primeira aparição no Swedish Singles Chart em 5 de dezembro de 2003 no número 17. A música alcançou o número sete na edição de 23 de janeiro de 2004 e tornou-se a primeira entrada da Sugababes no de dez melhores da Suécia. Chegou no número oito no Swiss Singles Chart por duas semanas consecutivas e nove no German Singles Chart. "Hole in the Head" tornou-se um hit do topo do ranking da Bélgica (Flandres) Ultratop, Finnish Singles Chart e Hungarian Singles Chart. O single estreou e chegou no número 25 no Australian Singles Chart, onde traçou 12 semanas. Foi mais bem sucedido no New Zealand Singles Chart, onde alcançou o número 11 por duas semanas não consecutivas e traçou um total de 15 semanas. Após a sua libertação nos Estados Unidos, "Hole in the Head" atingiu o número um no quadro Billboard Hot Dance Club Songs, no número 24 na Billboard Pop Songs e no número 96 no Billboard Hot 100.

## Videoclipe
O videoclipe de "Hole in the Head" foi dirigido por Matthew Rolston e filmado em vários locais em Londres, em setembro de 2003. O vídeo mostra as meninas que usam uma maquiagem pesada, vestidas com roupas e acessórios góticos e dançando ao redor. Elas também são exibidas saindo de uma banda de rock chamada Erased, com quem elas compareceram. As meninas descobrem a banda ficando íntima com outras meninas durante o show. No final, enquanto o trio está se apresentando na frente da multidão, as meninas saem primeiro agarrando os caras e jogando-os no palco e começando a danificar os instrumentos. Há uma versão não censurada do vídeo, com imagens adicionais nele. Além de ser a versão explícita original da música, há também uma cena em que Buchanan dá o dedo do meio para à câmera.